# Dřínotvaré
Dřínotvaré (Cornales) je řád vyšších dvouděložných rostlin. Zahrnuje 6 čeledí a je kosmopolitně rozšířen.

## Charakteristika
Řád zahrnuje bylinné i dřevnaté čeledi. Listy jsou vstřícné nebo střídavé, bez palistů, u dřevnatých zástupců jednoduché, u bylin (Loasaceae, Hydrostachyaceae) i složené. Květy jsou drobné až středně velké, nejčastěji 4 nebo 5četné. Květenství jsou často nápadná, buď podepřená zvětšenými listeny přebírajícími funkci korun (Cornaceae) nebo se zvětšenými sterilními květy (Hydrangeaceae). Okvětí je u některých zástupců redukováno. Tyčinek je stejný počet jako korunních lístků nebo dvojnásobek, případně mnoho. Semeník je nejčastěji spodní, u bylinných čeledí i svrchní, srostlý z několika plodolistů. Plodem je převážně tobolka nebo peckovice.

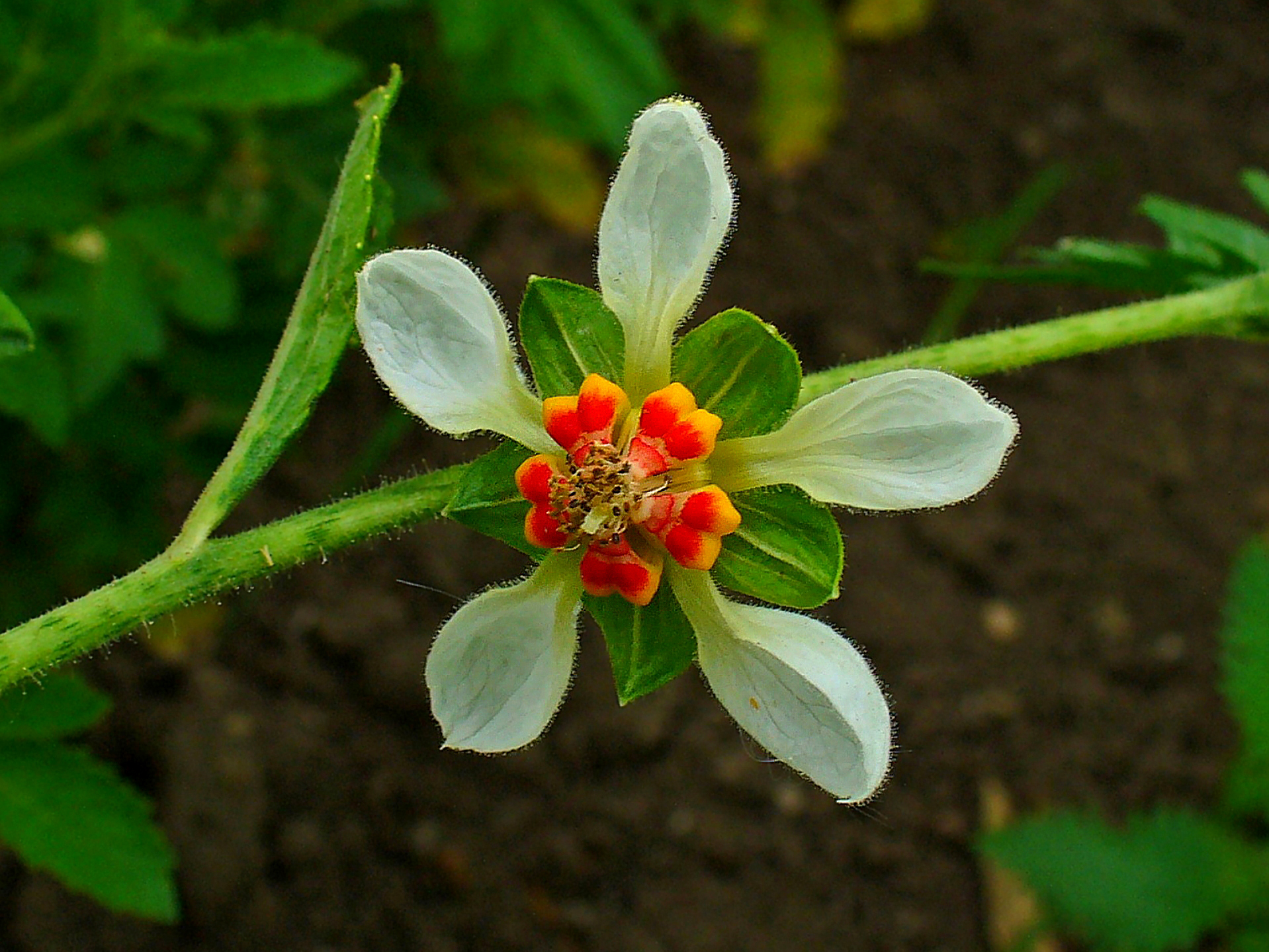
Loasovité: Loasa vulcanica
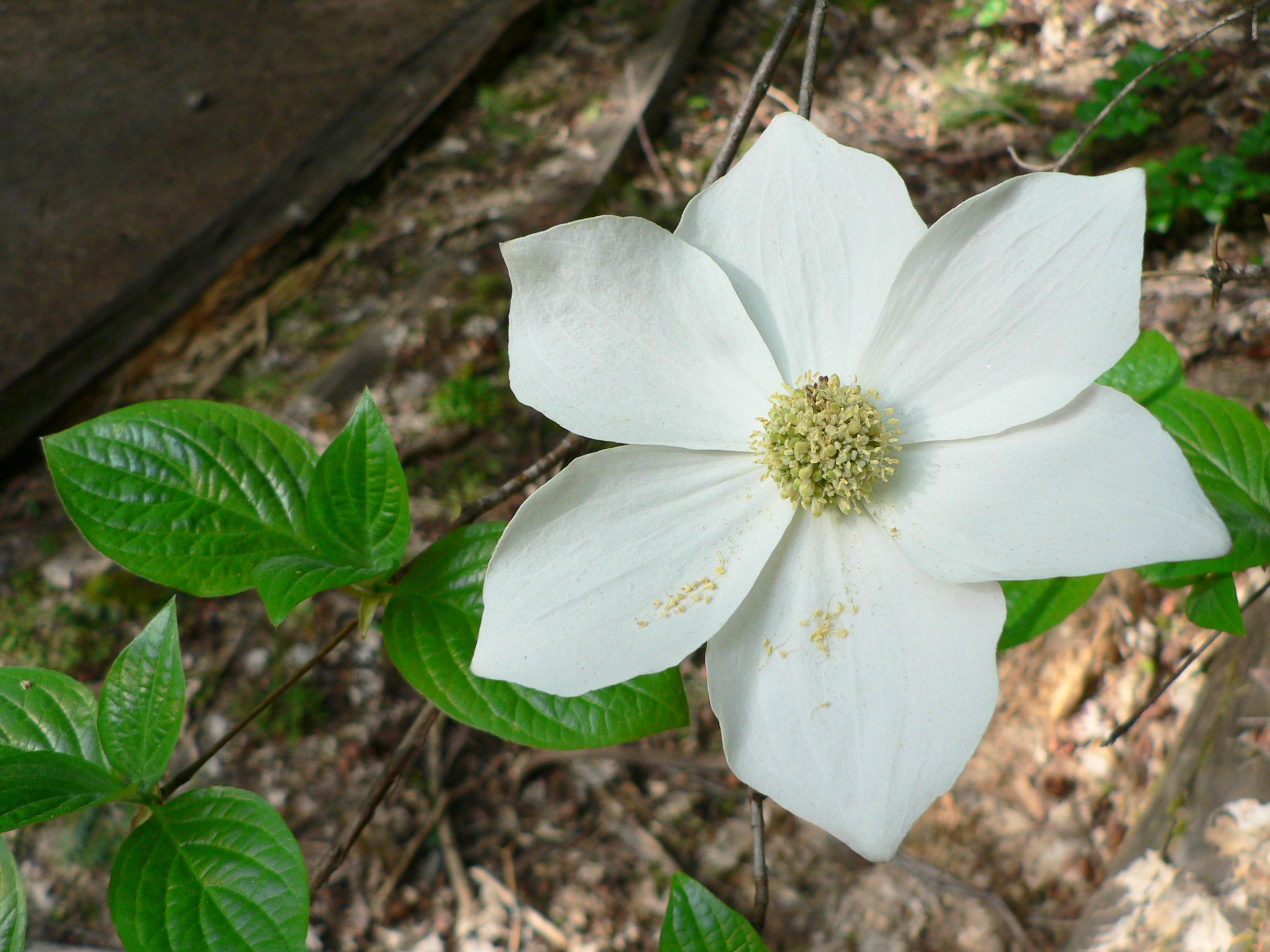
Dřínovité: dřín Nuttallův (Cornus nuttallii)
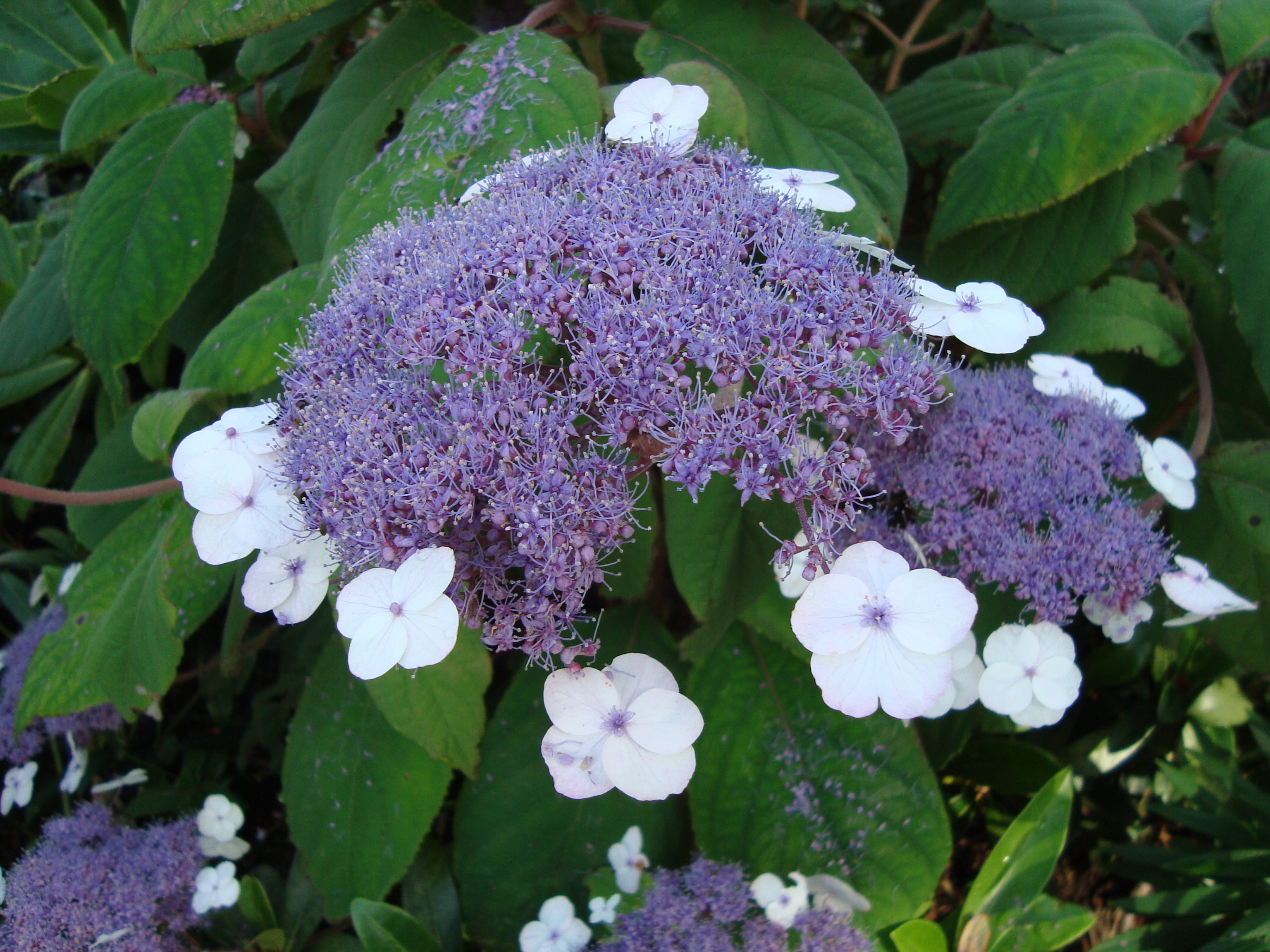
Hortenziovité: hortenzie drsná (Hydrangea aspera)
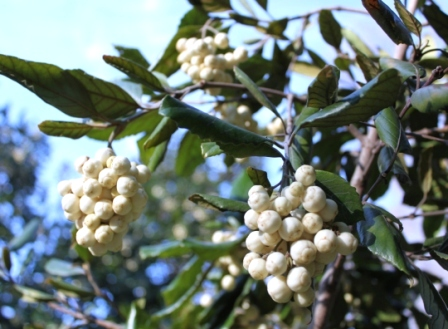
Curtisiaceae: Curtisia dentata

Řád zahrnuje celkem 7 čeledí a asi 38 rodů. Je celosvětově rozšířen. Na rody je nejbohatší čeleď hortenziovité (Hydrangeaceae) a loasovité (Loasaceae). Nejvíce druhů obsahuje čeleď loasovité. Hortenziovité (Hydrangeaceae) a dřínovité (Cornaceae) mají centrum rozšíření v severním mírném pásu Asie i Severní Ameriky. Loasovité se vyskytují převážně v Americe. Dvě drobné čeledi (Curtisiaceae a Grubbiaceae) jsou endemické v jižní Africe, převážná většina druhů čeledi Hydrostachyaceae je endemická na Madagaskaru.

## Taxonomie
Pojetí řádu i jednotlivých čeledí se v průběhu času značně měnilo. Současnému pojetí řádu se dosti blížil Tachtadžjanův systém, v němž bylo rozlišováno celkem 6 čeledí, mezi jinými i Davidiaceae a Alangiaceae. Cronquist řadil do řádu i čeleď Garryaceae. Naproti tomu Dahlgrenovo pojetí řádu bylo značně široké a řadil do něj i řadu čeledí, které jsou dnes součástí jiných řádů. V systému APG II z roku 2003 byl z čeledi Cornaceae vyčleněn monotypický rod Curtisia do samostatné čeledi Curtisiaceae, v systému APG IV z roku 2016 bylo 5 rodů z čeledi Cornaceae přeřazeno do samostatné čeledi Nyssaceae.

### Vývojové vztahy v rámci řáduCornales
|  | Hydrostachyaceae                                            |
|  |                                                             |
|  | \| \| Hydrangeaceae \| \| \| \| \| \| Loasaceae \| \| \| \| |
|  |                                                             |
|  | Hydrangeaceae                                               |
|  |                                                             |
|  | Loasaceae                                                   |
|  |                                                             |

|  | Hydrangeaceae |
|  |               |
|  | Loasaceae     |
|  |               |

|  | Hydrostachyaceae                                            |
|  |                                                             |
|  | \| \| Hydrangeaceae \| \| \| \| \| \| Loasaceae \| \| \| \| |
|  |                                                             |
|  | Hydrangeaceae                                               |
|  |                                                             |
|  | Loasaceae                                                   |
|  |                                                             |

|  | Hydrangeaceae |
|  |               |
|  | Loasaceae     |
|  |               |

|  | Curtisiaceae |
|  |              |
|  | Grubbiaceae  |
|  |              |

|  | Alangium |
|  |          |
|  | Cornus   |
|  |          |

|  | Curtisiaceae |
|  |              |
|  | Grubbiaceae  |
|  |              |

|  | Alangium |
|  |          |
|  | Cornus   |
|  |          |

|  | Hydrostachyaceae                                            |
|  |                                                             |
|  | \| \| Hydrangeaceae \| \| \| \| \| \| Loasaceae \| \| \| \| |
|  |                                                             |
|  | Hydrangeaceae                                               |
|  |                                                             |
|  | Loasaceae                                                   |
|  |                                                             |

|  | Hydrangeaceae |
|  |               |
|  | Loasaceae     |
|  |               |

|  | Hydrostachyaceae                                            |
|  |                                                             |
|  | \| \| Hydrangeaceae \| \| \| \| \| \| Loasaceae \| \| \| \| |
|  |                                                             |
|  | Hydrangeaceae                                               |
|  |                                                             |
|  | Loasaceae                                                   |
|  |                                                             |

|  | Hydrangeaceae |
|  |               |
|  | Loasaceae     |
|  |               |

|  | Curtisiaceae |
|  |              |
|  | Grubbiaceae  |
|  |              |

|  | Alangium |
|  |          |
|  | Cornus   |
|  |          |

|  | Curtisiaceae |
|  |              |
|  | Grubbiaceae  |
|  |              |

|  | Alangium |
|  |          |
|  | Cornus   |
|  |          |

## Využití
Mnohé druhy z čeledí hortenziovité (Hydrangeaceae) a dřínovité (Cornaceae) jsou pěstovány jako okrasné dřeviny.

## Přehled čeledí
- dřínovité (Cornaceae)
- hortenziovité (Hydrangeaceae)
- loasovité (Loasaceae)
- tupelovité (Nyssaceae)
- Curtisiaceae
- Grubbiaceae
- Hydrostachyaceae[4]